# Tetracanthella gisini
Tetracanthella gisini är en urinsektsart som beskrevs av Cassagnau 1959. Tetracanthella gisini ingår i släktet Tetracanthella och familjen Isotomidae. Inga underarter finns listade i Catalogue of Life.